# Експеримент Аша

Одна з пар карт, яку використовували в експерименті.

Експеримент Аша (англ. Asch Conformity Experiments) — серія лабораторних досліджень, яку провели у 1950-х роках під керівництвом Соломона Аша, метою яких було дослідження впливу групи на поведінку індивіда. Досліди переконливо продемонстрували владу конформізму в групах.
Методологію, яку розвинув Аш, використовує багато дослідників соціальної психології, зокрема для дослідження зв'язків між конформізмом та важливістю завдання, віком, статтю або культурою.

## Методологія
В експериментах на чолі з Соломоном Ашем студентів просили, щоб вони брали участь у перевірці зору. Насправді в більшості експериментів всі учасники, крім одного, були «підставними особами», а дослідження полягало в тому, щоб перевірити реакцію одного студента на поведінку більшості.
Досліджуваний входив в аудиторію, де півколом стояли дев'ять стільців, і сідав на передостанній. Один за одним з'являлися інші вісім учасників — «підставні особи», і займали інші стільці. Аш показував групі дві картки: на першій була намальована одна лінія, на другій — три риски різної довжини. Питання звучало так: яка лінія на іншій картці має ту ж довжину, що і лінія на першій картці. Це був нескладний тест: відповідь була очевидна, оскільки лінії відрізнялися на п'ять сантиметрів. Досліджуваний відповідав восьмим.
У завдання студентів входило оголошення вголос їхньої думки про довжину декількох ліній у ряді показів. «Підставні особи» давали одну і ту ж, явно неправильну відповідь.

## Висновки
Коли досліджувані відповідали правильно, багато з них відчували надзвичайний дискомфорт. При цьому 75% досліджуваних підкорилися істотно помилковому уявленню більшості принаймні в одному питанні. Загальна частка помилкових відповідей склала 37%, в контрольній групі одну хибну відповідь дала тільки одна людина з 35-ти. Коли ж «змовники» не були одностайні у своїй думці, досліджувані набагато частіше не погоджувалися з більшістю. Коли незалежних випробовуваних було двоє, або коли один з підставних учасників отримував завдання давати правильні відповіді, кількість помилок падало більш ніж вчетверо. Коли хтось із підставних давав неправильні відповіді, які, однак не збігалися з основними, помилка також скорочувалася: до 9-12% залежно від радикалізму «третьої думки».
У подальших дослідженнях визначено такі чинники конформізму:
- тип особистості: особи з заниженою самооцінкою більш залежні від групового тиску, ніж ті, що мають завищену самооцінку;
- чисельність групи: найвищий рівень конформізму люди проявляють тоді, коли стикаються з одностайною думкою трьох чи більше людей;
- склад групи: конформність підвищується, якщо група складається з експертів, члени групи є авторитетними для людини та належать до одного соціального оточення;
- згуртованість: чим більше згуртованість групи, тим більше її конформність (пастка «групомислення»);
- статус (авторитет): люди, які в очах особи мають авторитет, легше можуть вплинути на неї, їм частіше підкоряються;
- наявність союзника: якщо до людини, що відстоює свою позицію чи має сумніви, приєднується хоча б один союзник, який дає правильну відповідь, то тенденція приймати групову позицію знижується;
- публічна ситуація: вищий рівень конформізму люди мають тоді, коли повинні виступити публічно, а не тоді, коли записують самостійно свою позицію.

Висловивши свою думку публічно, люди схильні її дотримуватись; — складність завдання або проблеми: коли завдання надто складне, особа відчуває свою некомпетентність і проявляє більше конформізму.
Конформізм не слід розглядати як однозначно негативну тенденцію, оскільки цей чинник сприяє груповому рішенню. Можна вказати такі причини конформної поведінки:
1. наполеглива та вперта поведінка людей, які прагнуть переконати особу, що її позиція є неправильною;
2. тенденція членів групи уникнути осуду, покарання, відсторонення від членів групи за їх незгоду;
3. невизначеність ситуацій і брак інформації сприяють тому, що члени групи починають орієнтуватись на думку інших.